# Илия Несторовски
Илия Несторовски (на македонска литературна норма: Илија Несторовски) е македонски футболист, нападател, който играе за италианския Палермо.

## Кариера
Илия Несторовски е роден в Прилеп. Започва кариерата си в местния клуб Победа. Присъединявайки се към футболната им академия през 2000 г., той прави дебют за мъжкия отбор през 2006 г. Между 2006 и 2010 г. той записва 96 мача и 39 гола.
През първите седмици на 2010 г. Несторовски преминава в чешкия Словацко. Той взима участие в оставащите 11 мача от сезона, отбелязвайки първия си и единствен гол за тази кампания при победата с 3:1 над Славия Прага. През следващия сезон играе в 17 мача, като отново отбелязва един гол в лигата.
След това Несторовски е преотстъпен на Виктория Жижов, където прекарва първата половина на сезон 2011/12. Той се премества в Металург Скопие през януари 2012 г., отново под наем. Там прекарва следващите 12 месеца.
След като не играе в нито един мач за почти шест месеца, Илия Несторовски подписва с хърватския Интер Запрешич на 9 август 2013 г., първоначално под наем. Той има силна година, отбелязвайки 20 пъти в Хърватската втора футболна лига и 2 пъти в турнира за купата. Той продължава наема си за още 12 месеца с Интер през лятото. През следващия сезон, Несторовски постига още по-голям успех, като в 27 мача се разписва 24 пъти, а Интер печели промоция в Първа хърватска футболна лига. След това Интер подписва с Несторовски за постоянно.
След като отбелязва 13 гола в първата половина на сезона, Илия Несторовски е закупен от италианския Палермо, но остава за останалата част от сезона 2015/16 с Интер. Интер получава за трансфера 500 000 евро, а играчът подписва четиригодишен договор, започващ през юли 2016 г.

### Национален отбор
Илия Несторовски прави своя дебют за Република Македония срещу Украйна на 9 октомври 2015 г. На 29 май 2016 г. бележи първия си гол за националния отбор срещу Азербайджан.

#### Голове
| № | Дата            | Място                                       | Съперник    | Голове | Резултат | Турнир                                               |
| - | --------------- | ------------------------------------------- | ----------- | ------ | -------- | ---------------------------------------------------- |
| 1 | 29 май 2016     | Спортплац Бад Ерлах, Бад Ерлах, Австрия     | Азербайджан | 3:1    | 3:1      | Приятелски                                           |
| 2 | 6 октомври 2016 | Филип II Арена, Скопие, Република Македония | Израел      | 1:2    | 1:2      | Квалификации за Световното първенство по футбол 2018 |
| 3 | 9 октомври 2016 | Филип II Арена, Скопие, Република Македония | Италия      | 1:1    | 2:3      | Квалификации за Световното първенство по футбол 2018 |
| 4 | 24 март 2017    | Рейнпарк Щадион, Вадуц, Лихтенщайн          | Лихтенщайн  | 2:0    | 3:0      | Квалификации за Световното първенство по футбол 2018 |
| 5 | 24 март 2017    | Рейнпарк Щадион, Вадуц, Лихтенщайн          | Лихтенщайн  | 3–0    | 3:0      | Квалификации за Световното първенство по футбол 2018 |